# طواف بروفانس 2025
طواف بروفانس 2025 (بالفرنسية: Tour de La Provence 2025) هو سباق دراجات هوائية من فئة  2.1، وهو الموسم التاسع من طواف بروفانس، وأقيم خلال الفترة من 14 فبراير 2025، وحتى 16 فبراير 2025.
فاز بالمركز الأول مادس بيدرسن، وحلَّ في المركز الثاني ماتج موهوريك، بينما جاء ماريجن فان دن بيرغ في المركز الثالث.

## الفرق
| فرق عالمية (7)- Arkéa-B&B Hotels - Cofidis - Decathlon-AG2R La Mondiale - Groupama-FDJ - Bahrain Victorious - EF Education-EasyPost - Lidl-Trek فرق برو (5)- Team TotalEnergies - Unibet Tietema Rockets ‏ - Israel-Premier Tech - تيم نوفو نورديسك ‏ - بنجوال باوليز ساوكس دبليو بي ‏ فرق قارية (4)- CIC U Nantes Atlantique ‏ - Nice Métropole Côte d'Azur ‏ - إتش بي بي تي بي – أوبير 93 ‏ - Van Rysel–Roubaix ‏ |  |
| |  |

## المراحل
| قائمة المراحل | قائمة المراحل | قائمة المراحل              | قائمة المراحل | قائمة المراحل | قائمة المراحل   | قائمة المراحل |
| المرحلة       | التاريخ       | الدورة                     |               | المسافة (كم)  | الفائز بالمرحلة | القائد العام  |
| ------------- | ------------- | -------------------------- | ------------- | ------------- | --------------- | ------------- |
| المرحلة 1     | 14 فبراير     | مارسيليا – Saint-Victoret ‏ | مرحلة مستوية  | 175           | سام بينيت       | سام بينيت     |
| المرحلة 2     | 15 فبراير     | فوركالكوير – مانوسك        | مرحلة جبلية   | 169           | مادس بيدرسن     | مادس بيدرسن   |
| المرحلة 3     | 16 فبراير     | Rognac ‏ – آرل              | مرحلة مستوية  | 197           | سام بينيت       | مادس بيدرسن   |

## النتيجة

### مرحلة 1
هي مرحلة مستوية، أقيمت في 14 فبراير 2025، وامتدّت لمسافة 175 كيلومتر. فاز بالمركز الأول، وتصدر الترتيب العام سام بينيت.
| التصنيف العام | التصنيف العام       | التصنيف العام                         | التصنيف العام | التصنيف العام |
| العداء        | العداء              | الفريق                                | الوقت         |               |
| ------------- | ------------------- | ------------------------------------- | ------------- | ------------- |
| 1             | سام بينيت           | أيه إل أم                             | 4 س 12 د 20 ث |               |
| 2             | Lukáš Kubiš ‏        | Unibet Tietema Rockets ‏               | + 4 ث         |               |
| 3             | Alexis Renard ‏      | كوفيديس                               | + 6 ث         |               |
| 4             | فرد رايت            | فريق البحرين ميريدا للدراجات الهوائية | + 7 ث         |               |
| 5             | مادس بيدرسن         | تريك سيغافريدو                        | + 8 ث         |               |
| 6             | Raúl García Pierna ‏ | فورتنيو سامسيك                        | + 8 ث         |               |
| 7             | Thibaud Gruel ‏      | إف دي جي                              | + 9 ث         |               |
| 8             | Sander De Pestel ‏   | أيه إل أم                             | + 9 ث         |               |
| 9             | كليمنت روسو         | إف دي جي                              | + 10 ث        |               |
| 10            | ماريجن فان دن بيرغ  | إي أف إديوكيشن نيبو                   | + 10 ث        |               |
|               |                     |                                       |               |               |
|               |                     |                                       |               |               |

### مرحلة 2
هي مرحلة جبلية، أقيمت في 15 فبراير 2025، وامتدّت لمسافة 169 كيلومتر. فاز بالمركز الأول، وتصدر الترتيب العام مادس بيدرسن.
| التصنيف العام | التصنيف العام       | التصنيف العام                         | التصنيف العام | التصنيف العام |
| العداء        | العداء              | الفريق                                | الوقت         |               |
| ------------- | ------------------- | ------------------------------------- | ------------- | ------------- |
| 1             | مادس بيدرسن         | تريك سيغافريدو                        | 8 س 06 د 08 ث |               |
| 2             | ماتج موهوريك        | فريق البحرين ميريدا للدراجات الهوائية | + 12 ث        |               |
| 3             | فرد رايت            | فريق البحرين ميريدا للدراجات الهوائية | + 23 ث        |               |
| 4             | Lukáš Kubiš ‏        | Unibet Tietema Rockets ‏               | + 24 ث        |               |
| 5             | Sander De Pestel ‏   | أيه إل أم                             | + 27 ث        |               |
| 6             | Raúl García Pierna ‏ | فورتنيو سامسيك                        | + 28 ث        |               |
| 7             | Thibaud Gruel ‏      | إف دي جي                              | + 29 ث        |               |
| 8             | ماريجن فان دن بيرغ  | إي أف إديوكيشن نيبو                   | + 30 ث        |               |
| 9             | Dorian Godon ‏       | أيه إل أم                             | + 30 ث        |               |
| 10            | جيك ستيوارت         | إسرائيل - بريمير تيك                  | + 30 ث        |               |
|               |                     |                                       |               |               |
|               |                     |                                       |               |               |

### مرحلة 3
هي مرحلة مستوية، أقيمت في 16 فبراير 2025، وامتدّت لمسافة 197 كيلومتر. فاز بالمركز الأول سام بينيت، وتصدر الترتيب العام مادس بيدرسن.

## التصنيف العام النهائي
| التصنيف العام         | التصنيف العام       | التصنيف العام                         | التصنيف العام  | التصنيف العام |
| العداء                | العداء              | الفريق                                | الوقت          |               |
| --------------------- | ------------------- | ------------------------------------- | -------------- | ------------- |
| 1                     | مادس بيدرسن         | تريك سيغافريدو                        | 12 س 01 د 05 ث |               |
| 2                     | ماتج موهوريك        | فريق البحرين ميريدا للدراجات الهوائية | + 13 ث         |               |
| 3                     | ماريجن فان دن بيرغ  | إي أف إديوكيشن نيبو                   | + 23 ث         |               |
| 4                     | فرد رايت            | فريق البحرين ميريدا للدراجات الهوائية | + 23 ث         |               |
| 5                     | Lukáš Kubiš ‏        | Unibet Tietema Rockets ‏               | + 25 ث         |               |
| 6                     | Raúl García Pierna ‏ | فورتنيو سامسيك                        | + 26 ث         |               |
| 7                     | جيك ستيوارت         | إسرائيل - بريمير تيك                  | + 28 ث         |               |
| 8                     | Sander De Pestel ‏   | أيه إل أم                             | + 28 ث         |               |
| 9                     | Thibaud Gruel ‏      | إف دي جي                              | + 30 ث         |               |
| 10                    | Dorian Godon ‏       | أيه إل أم                             | + 31 ث         |               |
|                       |                     |                                       |                |               |
| مصدر: ProCyclingStats |                     |                                       |                |               |

### تصنيف النقاط
| تصنيف النقاط          | تصنيف النقاط        | تصنيف النقاط                          | تصنيف النقاط | تصنيف النقاط |
| العداء                | العداء              | الفريق                                | النقاط       |              |
| --------------------- | ------------------- | ------------------------------------- | ------------ | ------------ |
| 1                     | مادس بيدرسن         | تريك سيغافريدو                        | 35 نقطة      |              |
| 2                     | سام بينيت           | أيه إل أم                             | 30 نقطة      |              |
| 3                     | ماريجن فان دن بيرغ  | إي أف إديوكيشن نيبو                   | 30 نقطة      |              |
| 4                     | Lukáš Kubiš ‏        | Unibet Tietema Rockets ‏               | 21 نقطة      |              |
| 5                     | فرد رايت            | فريق البحرين ميريدا للدراجات الهوائية | 19 نقطة      |              |
| 6                     | Paul Penhoët ‏       | إف دي جي                              | 15 نقطة      |              |
| 7                     | ماتج موهوريك        | فريق البحرين ميريدا للدراجات الهوائية | 12 نقطة      |              |
| 8                     | Raúl García Pierna ‏ | فورتنيو سامسيك                        | 11 نقطة      |              |
| 9                     | جيك ستيوارت         | إسرائيل - بريمير تيك                  | 11 نقطة      |              |
| 10                    | Thibaud Gruel ‏      | إف دي جي                              | 11 نقطة      |              |
|                       |                     |                                       |              |              |
| مصدر: ProCyclingStats |                     |                                       |              |              |

### تصنيف الجبال
| تصنيف الجبال          | تصنيف الجبال             | تصنيف الجبال                | تصنيف الجبال | تصنيف الجبال |
| العداء                | العداء                   | الفريق                      | النقاط       |              |
| --------------------- | ------------------------ | --------------------------- | ------------ | ------------ |
| 1                     | Damien Girard (cyclist) ‏ | Nice Métropole Côte d'Azur ‏ | 13 نقطة      |              |
| 2                     | مادس بيدرسن              | تريك سيغافريدو              | 9 نقطة       |              |
| 3                     | Maximilien Juillard ‏     | Van Rysel–Roubaix ‏          | 9 نقطة       |              |
| 4                     | Raúl García Pierna ‏      | فورتنيو سامسيك              | 8 نقطة       |              |
| 5                     | Sander De Pestel ‏        | أيه إل أم                   | 7 نقطة       |              |
| 6                     | Mattéo Vercher ‏          | ديركت إينرجي                | 5 نقطة       |              |
| 7                     | Matis Louvel ‏            | إسرائيل - بريمير تيك        | 4 نقطة       |              |
| 8                     | ألكساندر سيبيدا          | إي أف إديوكيشن نيبو         | 3 نقطة       |              |
| 9                     | جوليان برنارد            | تريك سيغافريدو              | 3 نقطة       |              |
| 10                    | Antoine Hue ‏             | CIC U Nantes Atlantique ‏    | 3 نقطة       |              |
|                       |                          |                             |              |              |
| مصدر: ProCyclingStats |                          |                             |              |              |

## تصنيف الفرق

### الفرق حسب الوقت
| تصنيف الفرق حسب الوقت | تصنيف الفرق حسب الوقت                 | تصنيف الفرق حسب الوقت | تصنيف الفرق حسب الوقت |
| الفريق                | الفريق                                | الوقت                 |                       |
| --------------------- | ------------------------------------- | --------------------- | --------------------- |
| 1                     | تريك سيغافريدو                        | 36 س 04 د 32 ث        |                       |
| 2                     | كوفيديس                               | + 1 د 00 ث            |                       |
| 3                     | أيه إل أم                             | + 1 د 25 ث            |                       |
| 4                     | إف دي جي                              | + 1 د 25 ث            |                       |
| 5                     | Unibet Tietema Rockets ‏               | + 1 د 25 ث            |                       |
| 6                     | إي أف إديوكيشن نيبو                   | + 1 د 58 ث            |                       |
| 7                     | ديركت إينرجي                          | + 5 د 29 ث            |                       |
| 8                     | Van Rysel–Roubaix ‏                    | + 5 د 33 ث            |                       |
| 9                     | فورتنيو سامسيك                        | + 7 د 11 ث            |                       |
| 10                    | فريق البحرين ميريدا للدراجات الهوائية | + 10 د 08 ث           |                       |
|                       |                                       |                       |                       |
| مصدر: ProCyclingStats |                                       |                       |                       |

## تصانيف فرعية

### تصنيف أفضل شاب
| تصنيف أفضل شاب        | تصنيف أفضل شاب      | تصنيف أفضل شاب                 | تصنيف أفضل شاب | تصنيف أفضل شاب |
| العداء                | العداء              | الفريق                         | الوقت          |                |
| --------------------- | ------------------- | ------------------------------ | -------------- | -------------- |
| 1                     | Raúl García Pierna ‏ | فورتنيو سامسيك                 | 12 س 01 د 31 ث |                |
| 2                     | Thibaud Gruel ‏      | إف دي جي                       | + 4 ث          |                |
| 3                     | Lucas Beneteau ‏     | إتش بي بي تي بي – أوبير 93 ‏    | + 5 ث          |                |
| 4                     | Ewen Costiou ‏       | فورتنيو سامسيك                 | + 13 ث         |                |
| 5                     | Colby Simmons ‏      | EF Education–Aevolo ‏           | + 1 د 14 ث     |                |
| 6                     | Lenaïc Langella ‏    | CIC U Nantes Atlantique ‏       | + 3 د 47 ث     |                |
| 7                     | Baptiste Vadic ‏     | ديركت إينرجي                   | + 6 د 45 ث     |                |
| 8                     | Edoardo Zamperini ‏  | Arkéa–B&B Hôtels Continentale ‏ | + 6 د 52 ث     |                |
| 9                     | Mattéo Vercher ‏     | ديركت إينرجي                   | + 7 د 16 ث     |                |
| 10                    | Darren Rafferty ‏    | إي أف إديوكيشن نيبو            | + 8 د 00 ث     |                |
|                       |                     |                                |                |                |
| مصدر: ProCyclingStats |                     |                                |                |                |

## وصلات خارجية
- لمحة عن سباق طواف بروفانس 2025 على موقع  ProCyclingStats   (برو  سايكلنج  ستاتس) - إحصاءات  محترفي  الدراجات.
- طواف بروفانس 2025 على موقع إحصائيات الدراجات الإحترافية (الإنجليزية)